# August Rogall
August Rogall (lit. Augustas Rogalis; ur. 10 marca 1880 w Pavembriai w rejonie wyłkowyskim, zm. 29 października 1941 w Kłajpedzie) – niemiecki działacz spółdzielczy na Litwie, poseł do Sejmu w latach 1923–1926.

## Życiorys
Urodził się w wielodzietnej rodzinie rolniczej wyznania ewangelicko–reformowanego. Ukończył Wyższą Szkołę Handlową w Sankt Petersburgu, wcześniej kształcił się w szkole ludowej. Pracował jako buchalter u rodziny Wittgensteinów. W latach 1914–1917 zmobilizowany do wojska walczył na froncie w Galicji Wschodniej. W 1917 jako żołnierz białogwardyjski dostał się do niewoli bolszewickiej, z której powrócił na Litwę w 1922. W 1923 zakładał Niemiecki Bank Kooperacyjny w Kownie. Wybrany posłem do Sejmu II kadencji (1923–1926) zasiadał we wspólnej frakcji rosyjsko-niemieckiej. Bez powodzenia kandydował do Sejmu III kadencji. W 1930 redagował pismo Niemieckie Wiadomości Spółdzielcze na Litwie oraz Niemiecki Kalendarz Spółdzielczy (1930–1931). Wziął udział w II wojnie światowej jako ochotnik, jednak po kilku miesiącach od jej wybuchu zmarł w Kłajpedzie.